# Thomas Muster
Thomas Muster (født 2. oktober 1967 i Leibnitz, Østrig) er en tidligere østrigsk tennisspiller, der var professionel mellem 1985 og 1999. Han vandt igennem sin karriere 44 singletitler, og hans højeste placering på ATP's verdensranglisten er en 1. plads, som han opnåede i februar 1996 og besad i i alt 6 uger. Musters favoritunderlag var grus, hvor han opnåede stort set alle sine resultater. 

## Grand Slam
Musters bedste Grand Slam-resultat i singlerækkerne er hans sejr ved French Open i 1995. Han besejrede amerikaneren Michael Chang i 3 sæt i finalen.